# Chesterville (Ohio)
Chesterville é uma vila localizada no estado norte-americano de Ohio, no Condado de Morrow.

## Demografia
Segundo o censo norte-americano de 2000, a sua população era de 193 habitantes.
Em 2006, foi estimada uma população de 208, um aumento de 15 (7.8%).

## Geografia
De acordo com o United States Census Bureau tem uma área de
0,2 km², dos quais 0,2 km² cobertos por terra e 0,0 km² cobertos por água. Chesterville localiza-se a aproximadamente 414 m acima do nível do mar.

## Localidades na vizinhança
O diagrama seguinte representa as localidades num raio de 16 km ao redor de Chesterville.